# Нагаи, Такаси
Павел Такаси Нагаи (яп. 永井 隆 Нагаи Такаси, 3 февраля 1908, Мацуэ — 1 мая 1951, Нагасаки) — японец, принявший католицизм, врач, свидетель атомной бомбардировки Нагасаки, святой из Ураками.

## Биография

### Детство и юность
Такаси Нагаи родился 3 февраля 1908 года в японском городе Мацуэ префектуры Симане. Его предки по линии отца были врачами. Отец Хироси Нагаи служил врачом в сельской клинике. Мать Цунэ Нагаи происходила из древнего рода самураев.
Раннее детство он провёл в сельской местности, в районе посёлка Митоя (в настоящее время город Уннан), где был воспитан согласно конфуцианским и синтоистским традициям. В 1920 году его отправили к родственникам, жившим недалеко от Мацуэ. Здесь Такаси Нагаи получил начальное и среднее европейское образование. За время обучения под влиянием преподавателей-материалистов он стал атеистом.
В апреле 1928 года поступил в Нагасакский медицинский колледж. Вступил в студенческий кружок поэтов и университетскую команду по баскетболу (рост Такаси Нагаи составлял 171 сантиметр при весе 70 килограммов).
В 1930 году скончалась его мать. Опыт потери родного человека привёл Такаси Нагаи к убеждению в существовании души. Он встал на путь духовного поиска. Большое влияние на мировоззрение молодого человека оказала книга «Мысли» Блеза Паскаля. Чтение этой книги изменило его, сделав более чутким к боли другого человека. На третьем курсе медицинского колледжа, он был крайне возмущён жестким отношением преподавателей к пациентам.

### Принятие христианства
В 1931 году в нём впервые проявился интерес к христианству. Такаси Нагаи познакомился с Мидори Мориямой, учительницей начальных классов, происходившей из семьи, члены которой в течение семи поколений руководили общиной подпольных христиан в Ураками (район в Нагасаки, впоследствии оказавшийся эпицентром ядерного взрыва).
В 1932 году он выдержал дипломный экзамен, но из-за отита правого уха частично оглох. По этой причине Такаси Нагаи не получил доступа к медицинской практике и стал заниматься исследованиями в области лучевой терапии.
24 декабря 1932 года по приглашению Мидори Мориямы он посетил собор накануне Рождества. В храме во время богослужения Такаси Нагаи пережил духовный опыт, о котором позднее говорил: «Я чувствовал, что Кто-то присутствует рядом со мной, и это Тот, кого я не знал до сих пор».
В январе 1933 года его призвали на военную службу. Перед отъездом на фронт в Маньчжурию он прошёл подготовку в Хиросиме, во время которой Мидори Морияма прислала ему перчатки и католический катехизис. На фронте Такаси Нагаи служил санитаром. Его вера в японскую культуру испытала потрясение, когда он увидел зверства японских солдат над китайским гражданским населением. По возвращении на родину, он продолжил чтение католического катехизиса, Библии и книги «Мысли» Блеза Паскаля.
9 июня 1934 года он принял крещение и взял новое имя Павел в честь японца-католика, святого Павла Мики. Таким образом Павел Такаси Нагаи присоединился к католической общине, после чего сделал предложение Мидори Морияме, которое она приняла. В августе 1934 года в соборе Ураками Павел Такаси Нагаи и Мария Мидори Морияма были обвенчаны священником в присутствии двух свидетелей. У супругов родились четверо детей: сын Макото (1935—2001 гг.) и три дочери — Икуко (1937—1939 гг.), Сасано (умерла сразу после рождения в 1940 г.) и Каяно (родилась в 1941 г.).
Павел Такаси Нагаи получил первое причастие и миропомазание в декабре 1934 года. Мария Мидори Нагаи была президентом Ассоциации женщин района Ураками. Познакомившись с сочинениями Фредерика Озанама, он стал членом Общества Святого Венсана де Поля (SSVDP). Посещал на дому бедных пациентов, которым оказывал медицинскую, духовную и материальную помощь.
С 1931 по 1936 год Павел Такаси Нагаи несколько раз встречался с францисканцем Максимилианом Кольбе, строившим в пригороде Нагасаки монастырь. В 1937 году во время войны между Японией и Китаем он был мобилизован хирургом в 5-ю дивизию. На фронте страдал не столько от последствий суровой зимы, сколько наблюдая бедствия всех жертв войны (гражданских лиц и военных, японцев и китайцев), продолжая заботиться о раненых и думать о справедливости и мире. В 1939 году получил по почте известие о смерти отца, Хироси Нагаи и дочери Икуко. В 1940 году был демобилизован. По возвращении на родину, первым делом отправился на могилу родителей. На платформе станции Нагасаки его встретили друг и сын, которого он не сразу узнал.
Продолжил исследования в области лучевой терапии, одновременно занимаясь преподавательской деятельностью в университете.

### Атомная бомбардировка
Когда 8 декабря 1941 года Япония объявила войну США, Нагаи испытал мрачное предчувствие того, что его город может быть разрушен во время этой войны.
В 1944 году профессор Павел Такаси Нагаи получил докторскую степень. 26 апреля (?) 1945 года  бомбардировка Нагасаки привела к многочисленным жертвам. Больница была переполнена ранеными. Павел Такаси Нагаи проводил дни и ночи в отделении лучевой терапии, где подвёргся радиационному излучению.
В июне 1945 года ему был поставлен диагноз лейкемия и сказано, что он проживёт не более двух-трёх лет. Узнав об этом, семья поддержала его, став духовной опорой.
Вечером 6 августа того же года, он узнал об атомной бомбардировке Хиросимы и принял решение отправить жену и детей вместе с тёщей в Мацуяму, село в 6 километрах от Нагасаки. Жена осталась с ним. Утром 8 августа Мидори Нагаи проводила улыбкой мужа на работу и ночное дежурство в больнице. Забыв свой обед, он вернулся домой и неожиданно увидел жену в слезах. Они снова простились, на этот раз, как оказалось, навсегда.
9 августа 1945 года в 11:02 атомной бомбардировке подвергся город Нагасаки. В это время доктор Павел Такаси Нагаи находился в отделении радиологии больницы Нагасакского медицинского колледжа. Он получил серьезные травмы (разрыв правой височной артерии), но вместе с остальным выжившим персоналом больницы сразу начал оказывать медицинскую помощь жертвам среди гражданского населения, а позже написал 100-страничный отчёт, в который включил свои медицинские наблюдения.

### Жизнь после катастрофы
10 августа Павел Такаси Нагаи обнаружил, что его дом разрушен, и среди кучи пепла и обуглившихся костей нашел четки жены. На могиле супруги он поставил крест с надписью: «Марина Нагаи Мидори, умерла 9 августа 1945 года, в возрасте 37 лет» (Марина уменьшительное от Марии).
8 сентября 1945 года Павел Такаси Нагаи слёг и был прикован к постели в течение месяца. 15 октября 1945 года он вернулся в район Ураками (эпицентр взрыва атомной бомбы). Здесь в 1947 году поселился в маленькой хижине размером чуть больше шести татами, построенной по его просьбе знакомым плотником из кусочков его прежнего дома. Это жилище было названо им «Нёко-до» (яп. 如己堂 Нёко-до:), буквально «Как самого себя», в память о заповеди Иисуса Христа «Возлюби ближнего твоего, как самого себя»). Он жил в этой хижине вместе с двумя оставшимися в живых детьми (Макото и Каяно), тёщей и двумя другими родственниками. Когда местное Общество Святого Венсана де Поля (SSVDP) предложило ему помощь в строительстве нового дома, попросил лишь немного увеличить хижину, чтобы приспособить её для подселившегося к ним брата с семьёй и построить чайный домик в два татами, в который он перебрался сам. Этот домик стал его кельей. В нём он провел последние годы жизни в молитве и созерцании.
Шесть месяцев Павел Такаси Нагаи носил траур по супруге, не брил бороду и не стриг волосы. 23 ноября 1945 года перед руинами собора Ураками жертвы атомной бомбы провели первое богослужение. Павел Такаси Нагаи выступил с речью, исполненной веры, призвав выживших молиться о мире. В последующие годы он вернулся к преподавательской деятельности, а также написал несколько книг. Первая из них — «Колокола Нагасаки» — была завершена им к годовщине атомной бомбардировки. Хотя ему не удалось сразу найти издателя, книга была издана и стала бестселлером. В июле 1946 года Павел Такаси Нагаи потерял сознание на перроне вокзала. Теперь он окончательно оказался прикованным к постели.
В 1948 году весь гонорар за книгу в 50 000 иен был потрачен им на покупку 1000 деревьев сакуры, которые были посажены в районе Ураками, чтобы превратить эту разоренную землю в «цветущую гору». Сегодня этот вишнёвый сад называется «Нагаи сэмбондзакура» (1000 сакур Нагаи), а весной цветами этих деревьев украшаются дома в Ураками.
3 декабря 1949 года Павел Такаси Нагаи стал почётным жителем города Нагасаки, несмотря на протесты со стороны нескольких общественных деятелей, связанных с тем, что он был христианином. «Святого из Ураками», как прозвали его местные жители, в 1949 году посетил император Хирохито.
1 мая 1951 года он попросил перевезти себя в университет, чтобы студенты-медики могли наблюдать за тем, как умирает человек больной лейкемией. Вскоре после своего прибытия в 21:30 вечера Павел Такаси Нагаи скончался. Он умер в возрасте 43 лет. 3 мая 20 000 человек приняли участие в панихиде в соборе. Город Нагасаки почтил его память минутой молчания и звоном колоколов всех своих храмов. 14 мая состоялась официальная церемония прощания и тело почившего было похоронено на Международном кладбище Сакамото.

## Наследие
Главным творческим наследием Нагаи стало эссе «Колокол Нагасаки». Книга была написана в 1946 году, но опубликована только в 1949, из-за военной цензуры. В 2020-м году было опубликовано 22-е японское издание книги. В 2022 году книга была впервые издана в России.
Такаси Нагаи оставил после себя много записей, очерков, воспоминаний, рисунков и каллиграфических произведений на различные темы (Бог, война, смерть, медицина, сиротство). Его сочинения понимались современниками, как изложение духовного опыта последствий атомной бомбардировки.
«Нёко-до» с построенной рядом библиотекой, в 1952 году стал Нагасакским мемориальным музеем Нагаи Такаси. В 2000 году музей был отреставрирован. Его директором был сын Павла Такаси Нагаи, Макото Нагаи. Ныне музеем руководит внук «святого из Ураками» Токусабуро Нагаи.
В 1991 году Медицинской Ассоциацией переживших атомную бомбардировку Нагасаки была учреждена Мемориальная премия мира доктора Такаси Нагаи.